# Dinant
Pour les articles homonymes, voir Dinant (homonymie).
Ne doit pas être confondu avec Dinan.
Dinant [dinɑ̃] est une ville francophone de Belgique située en Région wallonne, chef-lieu d'arrondissement en province de Namur.
Elle est bâtie sur la rive droite de la Meuse, à 90 kilomètres au sud de Bruxelles, 28 de Namur et 16 au nord de Givet, en France. Dinant compte, au 1er janvier 2025, 13 261 habitants. La vallée de la Meuse, ses nombreux monuments, l'abbaye Notre-Dame de Leffe encore habitée par des Prémontrés, la tour et les grottes de Mont-Fat et sa grotte « la Merveilleuse » en font un haut lieu touristique de la région mosane. De nombreuses croisières fluviales sont organisées au départ de la cité des Copères (du germanique koper qui signifie « cuivre »).
En outre, la ville et le centre culturel organisent très souvent des événements musicaux en rapport avec le saxophone : Adolphe Sax, l'inventeur du saxophone, est né à Dinant le 6 novembre 1814.
Dinant est également connue pour avoir donné son nom à la fabrication des objets en cuivre et en laiton : la dinanderie.

## Toponymie
- 743 Dionante castro (Dipl. Mer. no. 192).
- 824 vico Deonanti (Stavelot no. 027).
- 862 Deonanto (Dipl. Lo. II. no. 017).
- 870 ecclesia sanctae Mariae in Deonant (Reg. Imp. I, no. 1480).
- 873 Deonanto (Dipl. LD. no. 147).
- 1006 Dionanto (Reg. Imp. II, no. 1615).
- 1070 Dienant (Reg. Imp. III, no. 551).

## Géographie

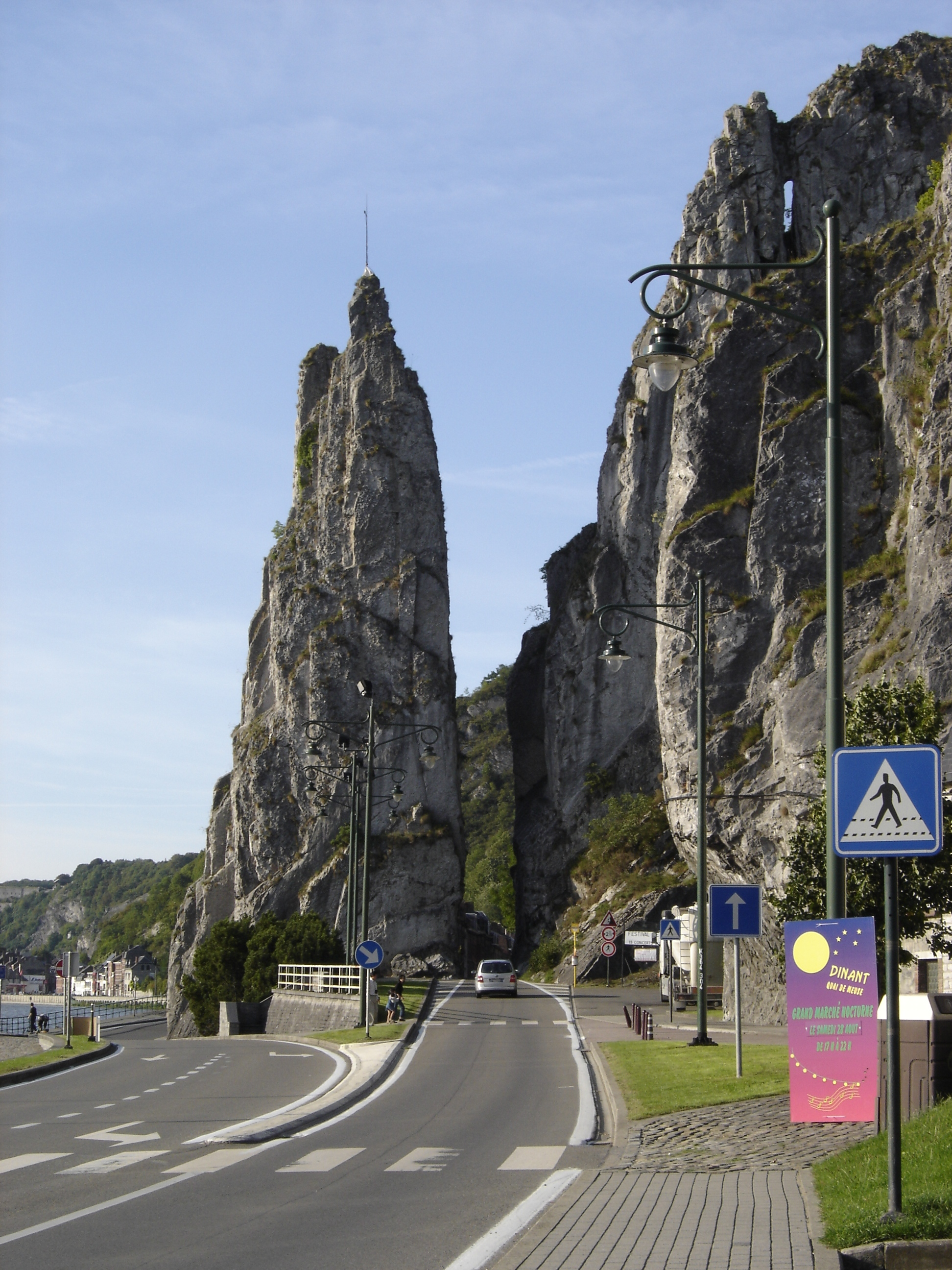
Le célèbre rocher Bayard de Dinant.

Dinant est située dans la vallée de la Haute-Meuse, où le fleuve entaille profondément le plateau du Condroz occidental. Serrée entre la roche et l’eau, la ville ne dispose que de peu d’espace pour s’étendre ; c’est donc tout en longueur que la cité s’est développée, d’abord en noyaux distincts, dès la période romaine, puis en un ruban continu orienté du nord au sud. Dans le courant du XIXe siècle, l'ancienne île des Batteurs, au sud de la ville, est « rattachée » au continent par l'abandon et le comblement du bras de Meuse qui la séparait de la cité.
Dinant a profité de la présence, sur les plateaux qui la dominent, de terres fertiles, propices à l'agriculture. Mais la Meuse fut incontestablement l'élément principal du développement économique de la ville. La dinanderie a directement profité du fleuve, pour l'acheminement de matières premières et la diffusion des pièces sorties des ateliers dinantais. Enfin, l’affleurement de bancs de calcaire de très grande qualité a permis à l’industrie de la pierre (principalement du marbre noir et de la pierre bleue) de se développer, elle aussi favorisée par la proximité du fleuve.

### Sections de commune
En 1964, Dinant est fusionnée avec les communes d'Anseremme, Bouvignes-sur-Meuse et Dréhance (AR du 29/05/1964, Loi du 06/07/1964)
À cette entité sont ajoutées en 1977 les communes de Falmagne, Falmignoul, Foy-Notre-Dame, Furfooz, Lisogne, Sorinnes et Thynes.
La commune compte aussi plusieurs quartiers : Les Rivages, Leffe et Neffe, ce dernier ayant eu la particularité d'appartenir à deux localités, Anseremme et Dinant.
| #  | Nom                 | Superficie. (km²) | Habitants (2020) | Habitants par km² | Code INS |
| -- | ------------------- | ----------------- | ---------------- | ----------------- | -------- |
| 1  | Dinant              | 21,21             | 7.649            | 361               | 91034A   |
| 2  | Dréhance            | 4,27              | 313              | 73                | 91034A1  |
| 3  | Anseremme           | 6,80              | 1.379            | 203               | 91034A2  |
| 4  | Bouvignes-sur-Meuse | 4,95              | 759              | 153               | 91034A5  |
| 5  | Lisogne             | 9,16              | 829              | 90                | 91034B   |
| 6  | Thynes              | 8,31              | 415              | 50                | 91034C   |
| 7  | Sorinnes            | 18,26             | 875              | 48                | 91034D   |
| 8  | Foy-Notre-Dame      | 3,98              | 155              | 39                | 91034E   |
| 9  | Furfooz             | 6,79              | 187              | 28                | 91034F   |
| 10 | Falmagne            | 9,56              | 319              | 33                | 91034G   |
| 11 | Falmignoul          | 6,76              | 492              | 73                | 91034H   |

### Communes limitrophes
| Anhée    | Yvoir  |        |
| Onhaye   | Dinant | Ciney  |
| Hastière |        | Houyet |

## Population

### Démographie: Avant la fusion des communes
- Source: DGS recensements population

### Démographie: Commune fusionnée
En tenant compte des anciennes communes entraînées dans la fusion de communes de 1977, on peut dresser l'évolution suivante :
Les chiffres des années 1831 à 1970 tiennent compte des chiffres des anciennes communes fusionnées.
- Source: DGS, de 1831 à 1981=recensements population; à partir de 1990 = nombre d'habitants chaque 1 janvier[2]

## Histoire
Sans remettre en cause une indéniable présence paléolithique, mésolithique et néolithique sur les rives de Meuse, Dinant trouve son appellation du celtique, langue des peuples belges, Divonanto, c'est-à-dire la « vallée sacrée ». Les illustrations photographiques constituent une preuve de cet « art de dénommer », à la fois visuel et terre-à-terre.

### Préhistoire
Des la préhistoire, les hommes ont fréquenté la vallée de la Meuse. Les fouilles, opérées au cours du XIXe siècle dans de nombreux abris sous roche, ont révélé une occupation mésolithique (env. 10000 à 5000 av. J.-C.) et néolithique (env. 5000 à 2500 av. J.-C.) en amont de Dinant (grotte de Naulette, trou Magrite).
Le trou Magrite à Pont-à-Lesse,, a aussi été occupé au Paléolithique moyen (Moustérien, probablement de type charentien) et au Paléolithique supérieur avec l'Aurignacien,, le Gravettien et le Magdalénien. Des datations de 1995 sont comprises entre 41 300 ans ±˙1 690 AP et 17 900 ans ±˙200 ans AP,.

Trou Magrite (Pont-à-Lesse)
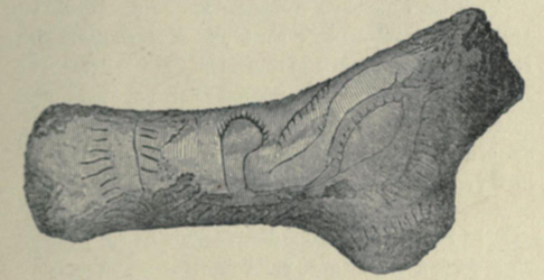
Bâton percé gravé, bois de renne
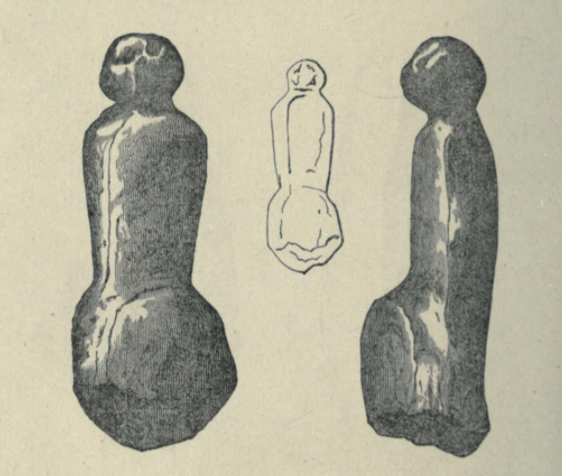
Figurine sculptée, ivoire

Le résultat de ces fouilles est présenté, pour l'essentiel, au musée archéologique de Namur. Édouard-François Dupont, l'une des figures les plus connues de l'archéologie dinantaise et la géologie, après 1864, fit partie de la Société archéologique namuroise.

### Antiquité
Les périodes celtique et romaine ne sont documentées que de façon lacunaire, par quelques fouilles de sauvetage opérées à la fin du XXe siècle par des archéologues bénévoles ou amateurs. Toutefois, la région fut colonisée par les armées romaines dès 52 av. J.-C., et des découvertes ponctuelles confirment l’utilisation pendant l’Antiquité de la Meuse comme voie navigable, ce qui n’était toutefois pas une innovation romaine. La présence romaine est attestée à Namur dès le Haut-Empire, à 30 km en aval de Dinant, ainsi que sur les plateaux du Condroz. Les régions sont alors intégrées à la Cité des Tongres, qui sera l’embryon de l’évêché à partir duquel la religion chrétienne s’implantera.

### Moyen Âge
La transition entre l'Antiquité et le haut Moyen Âge est mal connue à Dinant - comme ailleurs. Il faut sans doute, plutôt qu'une brusque rupture, imaginer une lente érosion de l'autorité romaine, transférée aux notables locaux, qu'ils soient d'origine indigène, germanique ou romaine. Par ailleurs, la religion chrétienne progresse dans la vallée de la Meuse ; la tradition situe au IVe siècle apr. J.-C. la fondation à Dinant d’un oratoire par Saint Materne. Il semble que la ville gagne ensuite rapidement en importance, puisqu'au VIe siècle, le 21e évêque de Maastricht, nommé Monulphe, serait le fils d’un seigneur dinantais. De plus, l’Anonyme de Ravenne cite « Dinantis » au VIIe siècle.
À la période mérovingienne, Dinant est un vicus, encore mal documenté. Il est fait allusion à un atelier de monnaie et à un marché au nord de la ville. Il est vraisemblable que plusieurs noyaux pré-urbains évoluent à faible distance avant de fusionner. À la fin de la période mérovingienne, Saint Perpète préside aux destinées de la ville. Évêque de Tongres (la réalité de sa fonction serait controversée), il serait né à Dinant où ses reliques furent transportées, en la Collégiale Notre-Dame.

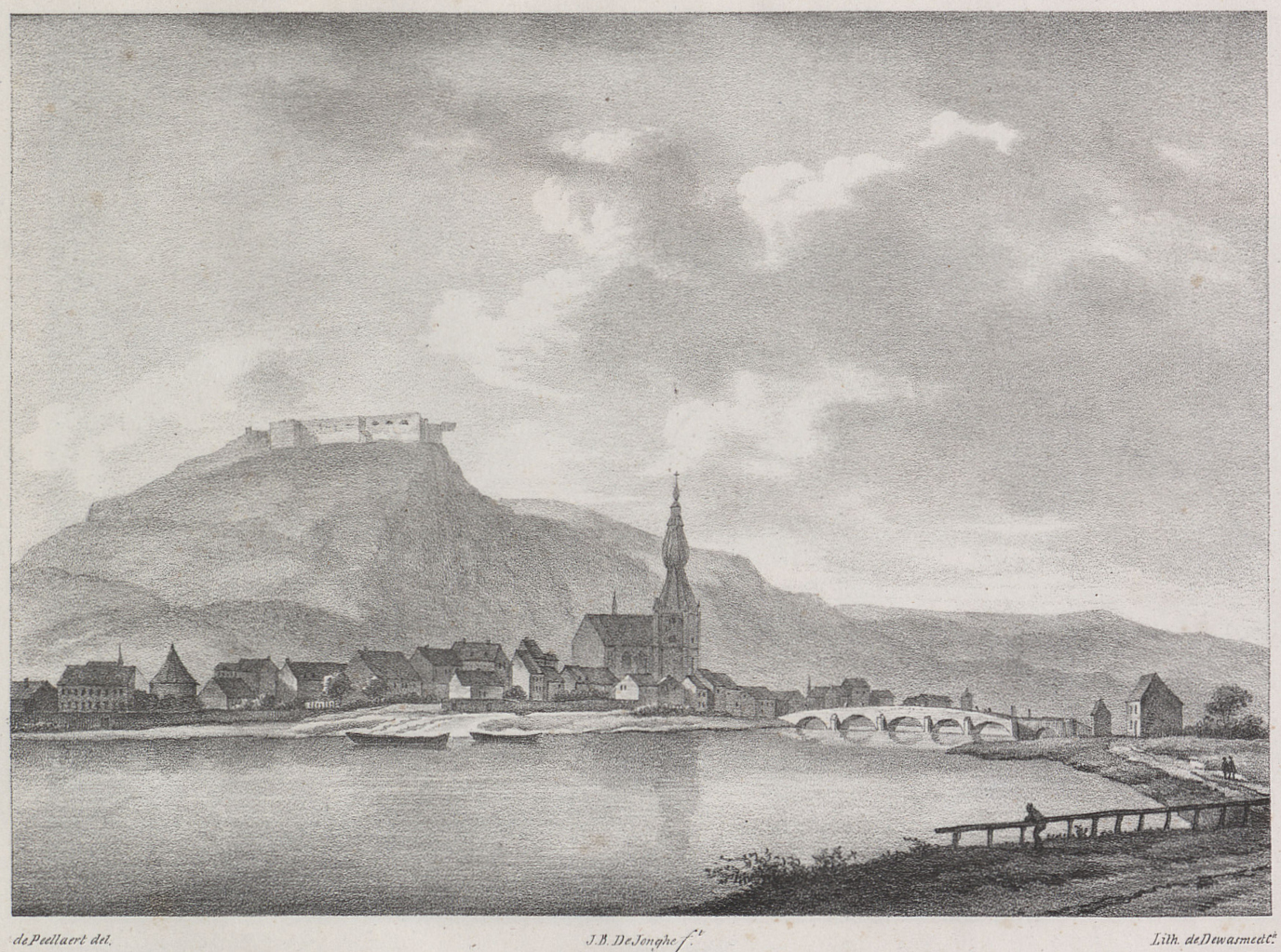
Gravure de Dinant.

Lorsque l’empire carolingien se disloque, la Francie médiane échoit à Lothaire Ier, fils de Louis le Pieux, dans un accord conclu à Verdun en 843 entre les petits-fils de Charlemagne. La Lotharingie, qui allait des actuels Pays-Bas aux portes de Rome, fut à nouveau morcelée en 855, avant de faire l’objet d’un partage entre l’héritier de la Francie Occidentale, Charles le Chauve, et celui de la Germanie, Louis le Germanique. En 880 enfin, par cette tectonique des territoires, Dinant fut partiellement intégrée à la Germanie, par le biais de l’évêché de Liège.
À cette période, entre 850 et 875, les anciens pagi, divisions administratives carolingiennes, sont modifiées au profit de quelques familles, désormais comtales mais toujours itinérantes et chargées de l’administration du territoire. Il faudra attendre le Xe siècle pour que Namur voie s’installer « son » comte en ses murs, tandis qu’au cours du règne de l'évêque Richer (entre 920 et 945), à Liège, apparaît la première mention de l’épiscopat dans la cité ardente.
Jusqu’au milieu du XIe siècle, par une bizarrerie géopolitique fréquente au cours du haut Moyen Âge, Dinant était pourtant partagée entre l’autorité du comte de Namur et celle du prince-évêque de Liège. En 938, un collège de chanoines soumis à l'autorité de Liège est créé à Dinant, probablement en face d’un pont enjambant la Meuse. Comme à Namur et Huy, un petit chapitre veille au péage de taxes à hauteur d’un pont et d’une église Notre-Dame. Vers 1040, un château épiscopal domine l'actuelle citadelle. En 1070 enfin, par décision de l'empereur germanique Henri IV dont Liège est un territoire vassal, Dinant passe sous contrôle presque total de l'évêque de Liège. De cette nouvelle stabilité naîtra une prospérité économique qui profitera à Dinant. Au cours du XIIIe siècle, l’enceinte englobe désormais tous les noyaux primitifs de la ville, en ce compris l’île des Batteurs, en amont.

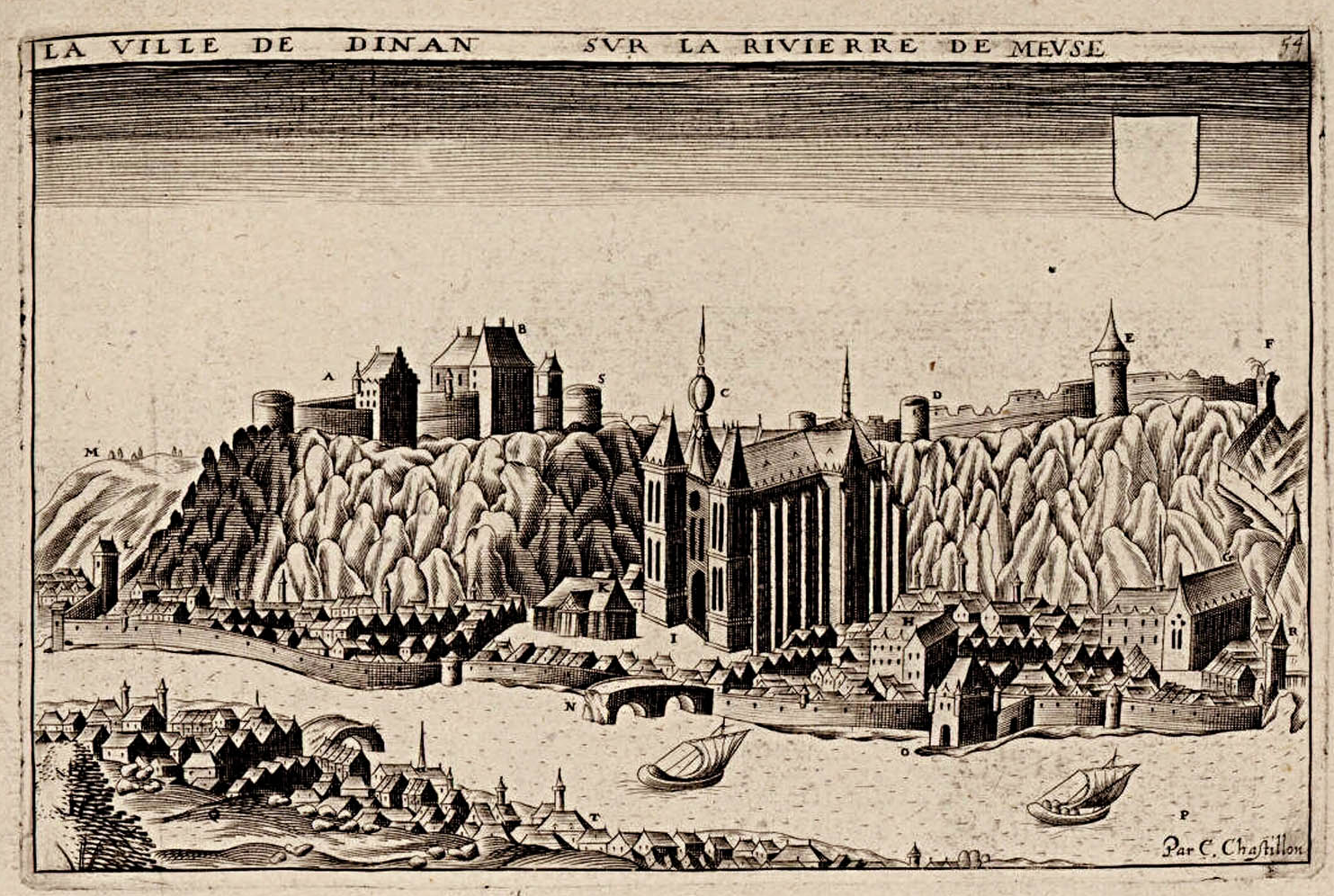
Dinant par Claude Chastillon vers 1590.

Toutefois, sa position en bordure des deux pays ennemis, chacun sur une rive de la Meuse, scellera son destin dans l’opposition constante entre l’Est germanique et l’Ouest latin. En effet, la rive gauche du fleuve est alors en terre namuroise, tandis que la rive droite, qui accueille Dinant, est en terre liégeoise – mais aux confins de celle-ci. Verrou sur la Meuse, la ville est aux premières loges d’un conflit politique qui trouve un prolongement dans la batterie du cuivre et la production de laiton : Bouvignes la namuroise, sur la rive opposée, possède en effet d’importants gisements de derle, la terre blanche utilisée par les dinandiers pour former leur moules. Cette même dinanderie apportera une immense fortune à la ville. Souvent citée comme la plus méridionale des villes de la Hanse teutonique, Dinant n’en fit cependant pas exactement partie. L’axe mosan et les villes liégeoises ont toutefois largement profité des débouchés économiques du bassin de la Mer du Nord ; on en retrouve mention dans un règlement londonien de 1130, qui précisait les modalités commerciales auxquelles les « Lorrains » devaient se plier.
Ces tensions entre Est et Ouest trouveront leur point d’orgue lors du sac de la ville en août 1466. Entre le 18 août et le 25 août 1466, la ville de Dinant subit un siège des armées du duc de Bourgogne Philippe le Bon. Les sources divergent quant aux origines directes du siège : certains affirment que des habitants de Dinant auraient pendu une effigie du comte du Charolais, futur Charles le Téméraire, fils du duc de Bourgogne, devant Bouvignes, d'autres que ce seraient les faits de voisinage entre Dinant et Bouvignes qui auraient dégénéré. En seulement huit jours la ville tombe ; c'est Charles le Téméraire, comte du Charolais, qui mène les troupes. Philippe le Bon refusant d'entrer dans Dinant, la ville est livrée au pillage et au massacre. Les meneurs sont pendus ou noyés, femmes, enfants, et hommes d’Église exilés ; on fait aussi sortir les reliques du saint local : Saint Perpète. La légende raconte que les bourgeois furent jetés dans la Meuse, liés deux à deux, tandis que la ville fut incendiée et les fortifications démontées. Après la bataille, la ville fut rasée ; les dinandiers survivants furent invités à rejoindre Namur pour y exercer librement leur métier. Cette délocalisation de la dinanderie, dont les fouilles archéologiques récentes ont trouvé l’écho, porta un coup fatal au métier et à la cité médiévale. La ville ne sera réhabilitée qu'avec la mort du successeur du duc : Charles le Téméraire.

### Temps Modernes

Carte de Dinant (vers 1770)

Occupant une position clé sur la vallée de la Meuse, Dinant vit défiler de nombreuses armées de conquérants. En 1554, ce sont les troupes du roi de France Henri II ; en 1675 et en 1692, celles de Louis XIV. Ce dernier fit d'ailleurs entreprendre de grands travaux de réaménagement et de fortifications de la citadelle par le célèbre Vauban. Cependant dès 1697, à la suite de la signature du Traité de Ryswick, les nouvelles fortifications furent démantelées. Il faudra alors attendre 1817 et l'occupation hollandaise pour qu'un nouveau fort soit construit.

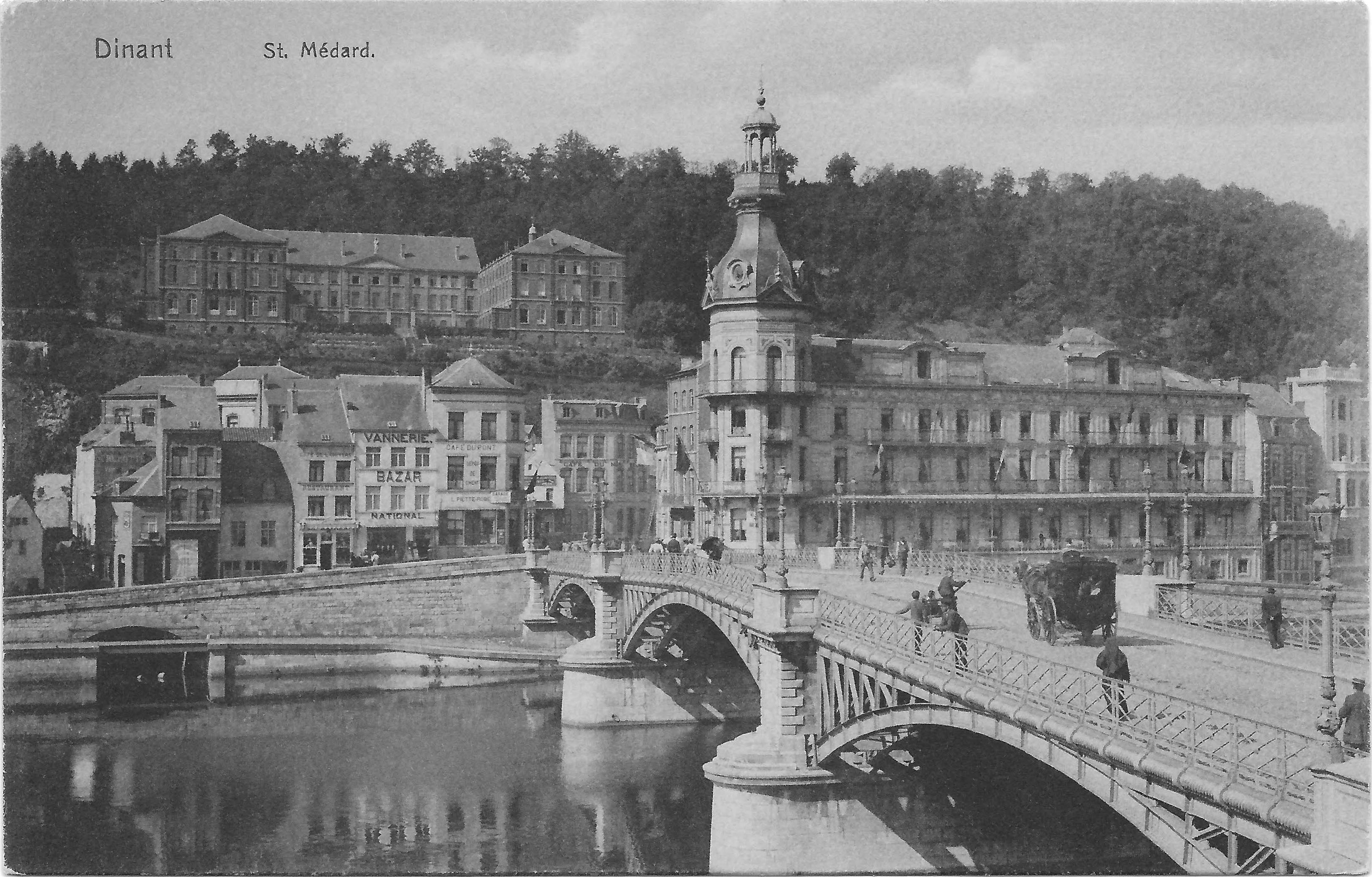
Dinant à la belle époque, vue vers le quartier Saint-Médard.

### Période contemporaine

#### La tragédie de 1914

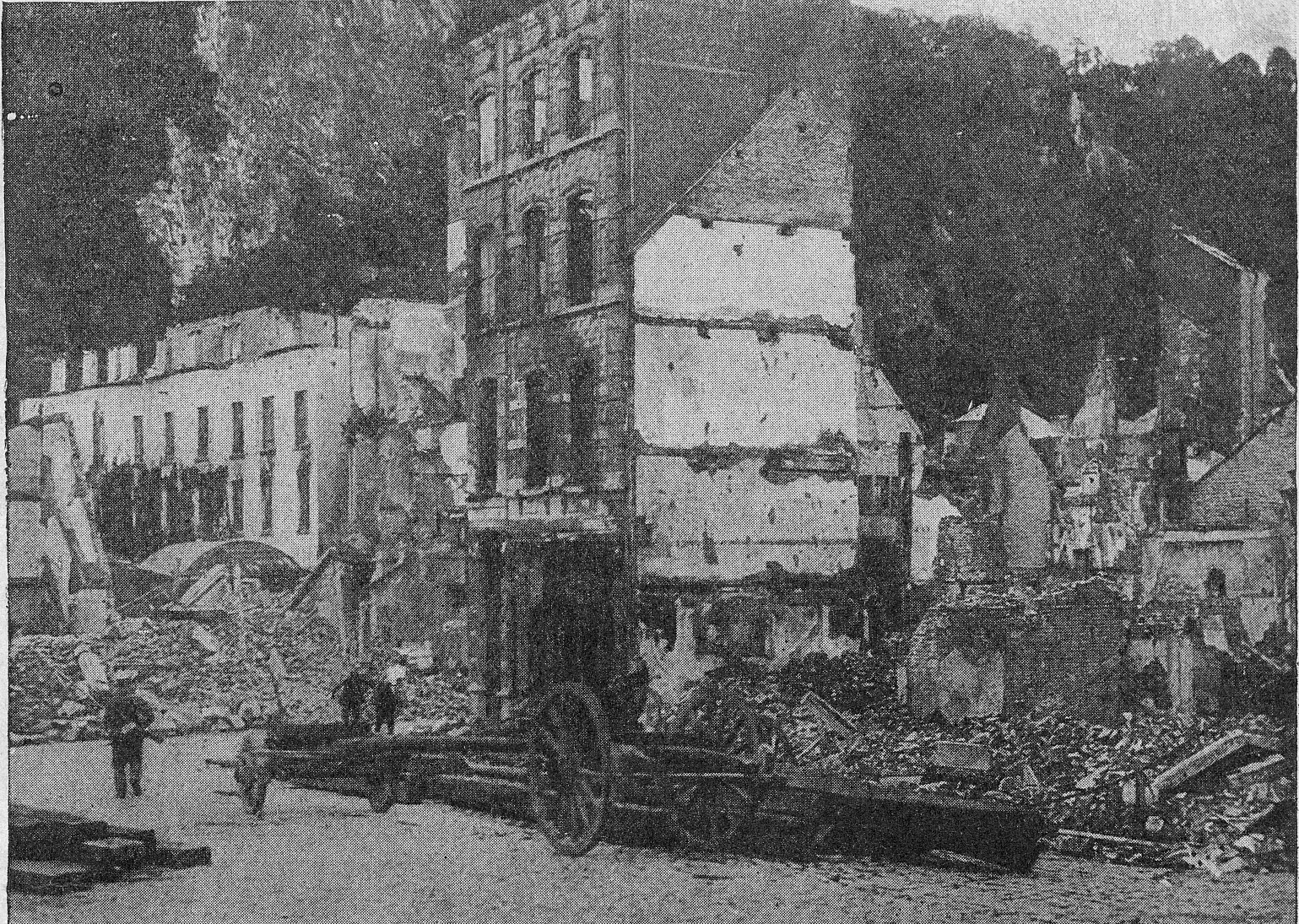
Une rue en ruines à Dinant, en 1915.

Au début de la Première Guerre mondiale, l'armée allemande, qui combat sur deux fronts, décide de frapper vite et fort, dès le mois d'août. L'invasion de la Belgique et du Grand-duché de Luxembourg n'est qu'une étape dans l'avancée vers la France. C'est durant la bataille que le lieutenant Charles de Gaulle est blessé à la jambe.
Dinant, située sur l'axe principal de l'invasion de l'armée impériale allemande, est parmi les plus durement touchées par les atrocités allemandes. Suspectant de compter dans la population dinantaise des francs-tireurs, les Allemands rassemblent un grand nombre d'habitants qu'ils fusillent à la date du 23 août 1914. On recense 674 hommes, femmes et enfants passés par les armes lors de ce massacre et plus d'un millier d'habitations incendiées.

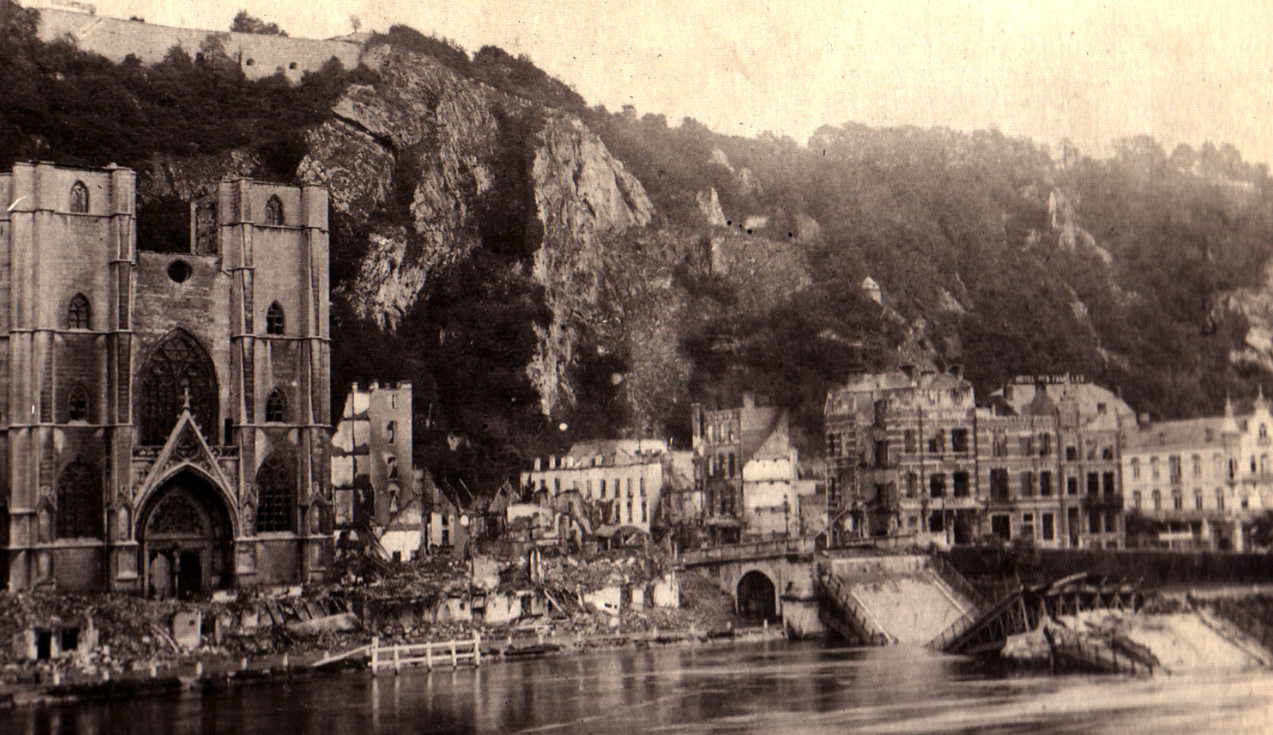
Vue sur la ville, la collégiale Notre-Dame et le pont après le sac de 1914.

Les nombreux massacres perpétrés par les Allemands en vue de faciliter leur progression vers la France discréditèrent l'Allemagne et donnèrent l'avantage moral aux Alliés. En effet, le concept de « guerre du droit » joua un rôle central dans l'engagement des États-Unis en 1917.
La commune a été décorée le 22 août 1919 de la croix de guerre 1914-1918.

#### La Seconde Guerre mondiale
Lors de la bataille de France, devant la menace que constitue l'arrivée imminente des Allemands du XV. Armee-Korps d'Hermann Hoth, le pont qui traverse la Meuse en face de la Collégiale Notre-Dame de Dinant saute le 12 mai 1940 peu après 16h. En effet, à la fin de la journée les Allemands de la 7e Panzerdivision d'Erwin Rommel arrivent sur la rive droite de la Meuse au niveau de Dinant. Dès le lendemain à l'aube ils commencent le franchissement du fleuve au nord de la ville, à Leffe et au sud de l'île de Houx. Pendant les combats l'artillerie allemande tire notamment sur la citadelle de Dinant. La rive gauche de Dinant est défendue par le II/77e régiment d'infanterie (capitaine Fillaux) et une majeure partie du I/125e régiment d'infanterie (capitaine Cadieu).
En 1944, la ville fut à nouveau bombardée et en partie incendiée.

#### Après guerre jusqu'à nos jours
Le 15 juillet 1969, se produisit l'accident de bus de Dinant lorsqu'un autobus néerlandais fit une sortie de route dans la Meuse. 21 personnes y trouvèrent la mort. Le 1er janvier 1977, à la suite de la fusion des communes, Dinant fusionne avec huit communes dont Anseremme et Bouvignes qui ont été fusionnées en 1964 et 1965

## Héraldique
|  | La ville possède des armoiries qui lui ont été octroyées en 1977. Les armoiries actuelles ont connu deux éditions précédentes. Ces armoiries ont été octroyées le 22 décembre 1840 (D'argent, à un lion naissant de gueules couronné d'or, entourné de joncs de gueules). Elles ont été modifiées le 7 décembre 1927 (D'argent au lion naissant de gueules, couronné d'une couronne d'or à 3 fleurons. L'écu orné extérieurement d'un bijou de la croix de guerre française, muni de son ruban et mouvant de la pointe) pour enfin connaître celle reprise ci-dessous octroyées le 19 août 1977. Dinant était déjà une ville fortifiée au Moyen Âge. Le plus vieux sceau connu date de la fin du XIVe siècle et montrait une tour et un pont enjambant la Meuse. En 1399, le nouveau sceau montrait trois tours, le saint patron de la ville et celui de la Principauté de Liège à laquelle appartenu la ville à l'époque. Sur la tour du milieu figurait un bouclier avec un demi-lion. Un sceau postérieur, connu depuis 1466, montre Saint Perpète, le saint patron local, portant un bouclier avec un lion. Les représentations en couleur sont connues depuis le XVIe siècle et n'ont pas changé depuis lors. En 1840, les armoiries ont été octroyées avec un lion rouge et deux crosses en argent. Elles furent modifiées en 1927 par l'adjonction de la Croix de Guerre Française. Blasonnement : D'argent au lion issant de gueules, couronné d'une couronne d'or à trois fleurons, l'écu orné de la croix de guerre française, munie de son ruban et mouvant de la pointe. Source du blasonnement : Heraldy of the World |

## Politique et administration

### Conseil et collège communal 2024-2030
Ci-dessous, le tableau des résultats des élections communales de 2024.
| Parti | Parti         | Voix (2024) | Voix (2018) | % (2024) | % (2018) | +/-   | Sièges  | +/-  | Collège |
| ----- | ------------- | ----------- | ----------- | -------- | -------- | ----- | ------- | ---- | ------- |
|       | DINAMIC       | 1.947       | -           | 24,57%   | -        | 0.0 % | 6 / 23  | 6.0  | Oui     |
|       | Avenir        | 1.053       | -           | 13,29%   | -        | 0.0 % | 2 / 23  | 2.0  | Non     |
|       | AMBITION      | 4.450       | -           | 56,17%   | -        | 0.0 % | 15 / 23 | 15.0 | Oui     |
|       | Pour vouS     | 473         | -           | 5,97%    | -        | 0.0 % | 0 / 23  | 0.0  | Non     |
|       | JEXISTE       | -           | 332         | -        | 3,97%    | 0.0 % | - / 23  | 0.0  | Non     |
|       | LDB           | -           | 2.948       | -        | 35,23%   | 0.0 % | - / 23  | 9.0  | Non     |
|       | DINANT        | -           | 1.198       | -        | 14,31%   | 0.0 % | - / 23  | 3.0  | Non     |
|       | ID!           | -           | 3.033       | -        | 36,24%   | 0.0 % | - / 23  | 9.0  | Non     |
|       | Din.Autrement | -           | 858         | -        | 10,25%   | 0.0 % | - / 23  | 2.0  | Non     |
| Total | Total         | 7 923       | 8 369       | 100 %    | 100 %    |       | 23      |      |         |

| Collège communal  |                      |                        |
| ----------------- | -------------------- | ---------------------- |
| Bourgmestre       | Richard Fournaux     | Les Engagés - Ambition |
| 1er Échevin       | Niels Adnet-Becker   | MR - Ambition          |
| 2e Échevine       | Camille Castaigne    | Les Engagés - Dinamic  |
| 3e Échevin        | Julien Floymont      | MR - Ambition          |
| 4e Échevine       | Christelle Maurer    | MR - Ambition          |
| 5e Échevin        | Christophe Tumerelle | MR - Ambition          |
| Président du CPAS | Lionel Naômé         | MR - Dinamic           |

### Liste des bourgmestres
- avant 1240 : Henri A Brebis.
- début XVe siècle : Jacques (ou Jacquemart) d’Auxbrebis[18].
- milieu XVIe siècle : Henri de Villenfagne.
- 1640 : Michel Auxbrebis[19].
- au XVIIIe siècle: Pierre de Behault (1706), Jean de Behault, fils de Pierre, Jean-Baptiste de Behault, fils de Jean, André de Behault (1715), neveu de Jean-Baptiste, et Paul de Behault [20].
- avant 1732, Perpète-Louis Renson[21],[22]
- du 23 octobre 1830 à août 1836 : Léon Perpète Coupienne.
- d'août 1836 à octobre 1848 : François Gérard Pirson.
- d'octobre 1848 à octobre 1860 : Charles Develette.
- de février 1861 à mai 1872 : Jacques Wala.
- de septembre 1872 à juillet 1874 : Henri Pierlot.
- de janvier 1875 à février 1885 : Louis Watrisse.
- de février 1886 à décembre 1895 : Léopold Barre.
- de janvier 1896 à avril 1910 : Ernest Le Boulengé.
- de juin 1910 à septembre 1911 : Augustin Degraux.L'hôtel de ville vue depuis la Meuse.

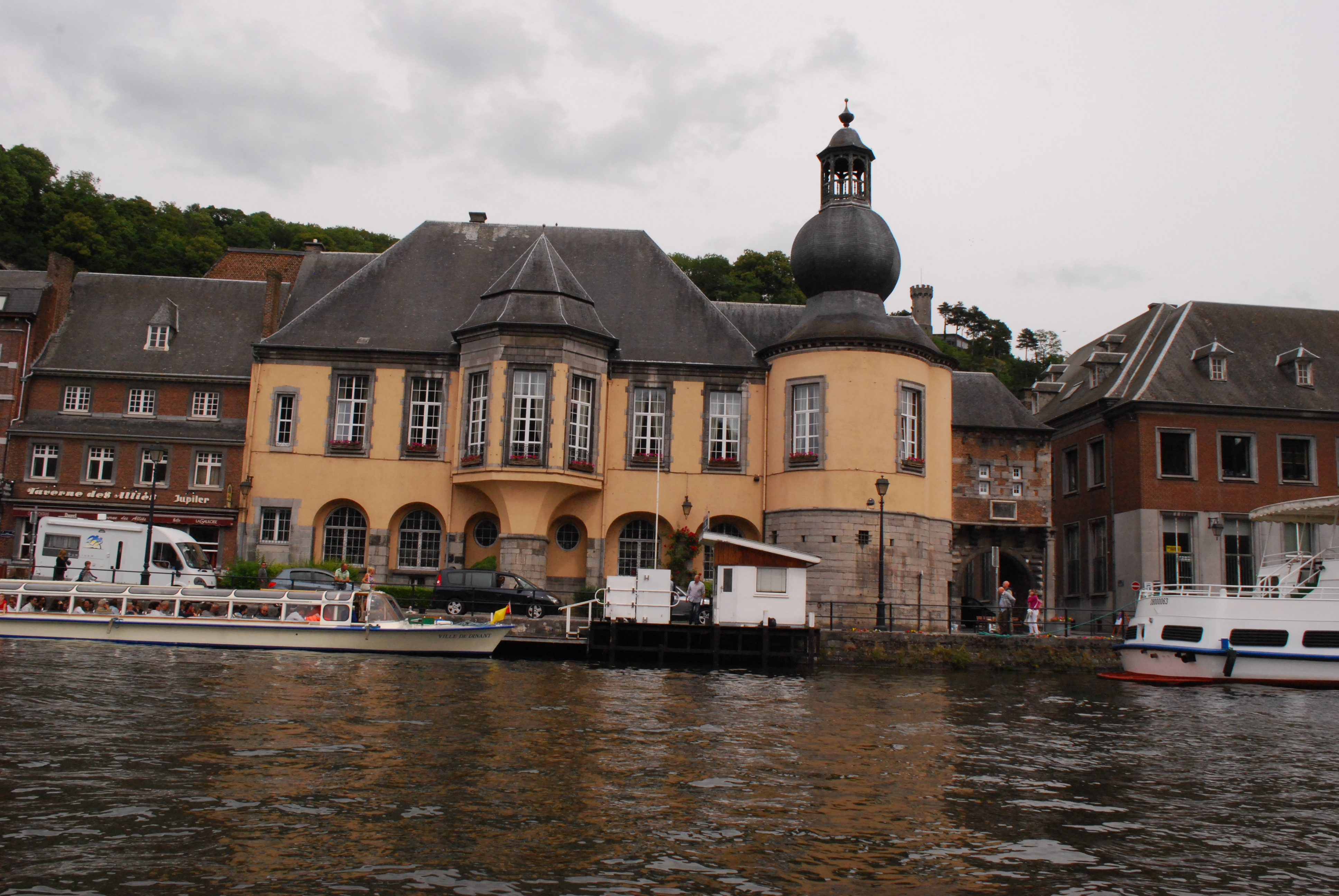
L'hôtel de ville vue depuis la Meuse.

- du 20 janvier 1912 à janvier 1914 : Victorien Barre.
- d'avril 1914 au 22 novembre 1915 : Arthur Defoin.
- de décembre 1915 au 16 avril 1920 : François Bribosia (échevin ff. de bourgmestre).
- du 14 avril 1920 à décembre 1926 : François Bribosia (bourgmestre).
- du 29 décembre 1926 au 28 mars 1936 : Léon Sasserath.
- du 12 juin 1936 au 31 décembre 1946 : Emile Leclef.
- du 21 janvier 1947 au 16 janvier 1956 : Léon Sasserath.
- du 16 octobre 1956 au 31 décembre 1958 : Maurice Roulin.
- du 1er janvier 1959 au 12 juin 1961 : Marcel Seghin.
- du 20 juin 1961 au 31 décembre 1964 : Jean Goffart.
- du 1er janvier 1965 au 7 mars 1973 : Maurice Roulin.
- du 7 mars 1973 au 8 novembre 1987 : Emile Wauthy.
- du 9 novembre 1987 au 31 décembre 1988 : Emile Bourdeaux.
- du 1er janvier 1989 au 31 décembre 1994 : Antoine Tixhon.
- du 1er janvier 1995 au 2 décembre 2018 : Richard Fournaux.
- du 3 décembre 2018 au 16 août 2021 : Axel Tixhon.
- du 20 septembre 2021 au 2 décembre 2024 : Thierry Bodlet.
- depuis le 2 décembre 2024 : Richard Fournaux.

### Jumelages
- Un fort lien est entretenu avec son homonyme français  Dinan (France). Tous les cinq ans, un échange festif a lieu entre les cités bretonne et wallonne, les deux premières d'Europe à organiser pareil jumelage.
- jumelage avec la ville de  Chios (Grèce)[23]
- des jumelages avec les villes de  Hoddesdon (Royaume-Uni) et de  Sainte-Foy (Québec) (Canada)[24] ont également existé.
- Jumelage avec Disneyland Paris depuis le 15 août 2012[25],[26].

### Sécurité et secours
La commune fait partie de la zone de police Haute-Meuse pour les services de police, ainsi que de la zone de secours Dinaphi pour les services de pompiers.

## Patrimoine et culture

### Lieux et monuments remarquables
- La collégiale Notre-Dame de Dinant (XIIIe - XIVe siècles), qui relève du Patrimoine majeur de Wallonie. L'église a été incendiée en août 1914 par l'armée allemande au cours de la première guerre mondiale[27]. L'église a été reconstruite en 1924[28].
- La citadelle (1818-1821), aménagée par les Hollandais, sur un rocher à 100 mètres au-dessus du niveau de la Meuse. La citadelle a été transformée en musée. À l'emplacement de l'actuelle citadelle, un château fort fut élevé entre 1040 et 1051. Détruit par les troupes bourguignonnes, reconstruit en 1523 par l'évêque de Liège, il fut à nouveau détruit par les Français en 1703[29].
- Le rocher Bayard, aiguille rocheuse exceptionnelle qui se détache de la falaise, au sud de la ville. Selon la légende, cette aiguille de 40 m aurait été fendue par le cheval Bayard d'un coup de sabot pour échapper à Charlemagne[30].
- On peut voir dans le Square Lion une reproduction d'une sculpture d'Antoine Wiertz : Le Triomphe de la lumière. Étudiée pour dominer le rocher de Dinant, elle aurait inspiré la statue de la Liberté à Auguste Bartholdi. Une rue de la ville porte son nom. Cet artiste était précurseur du symbolisme et du surréalisme en Belgique.
- L'abbaye Notre-Dame de Leffe, construite en 1152 en périphérie de la cité, se visite et abrite une communauté de chanoines prémontrés (appelés aussi norbertins).
- Les pelouses calcaires, au nord de la ville, s'accrochent au rebord occidental du plateau condrusien.

- Rue Adolphe Sax, statue d’Adolphe Sax (1814-1894), inventeur du saxophone, assis sur un banc devant sa maison natale, transformée en musée : La Maison de Monsieur Sax.
- Monument National aux Martyrs civils de Belgique, œuvre du sculpteur Pierre de Soete, inauguré le 23 août 1936 à la Place d'Armes et détruit par les Allemands en mai-juin 1940 ; à la mémoire de 23 700 civils fusillés lors de l'invasion d'août 1914 ou tombés sous l'occupation, dont 2 812 civils dans les provinces de Namur et de Luxembourg et 674 civils dinantais (16 stèles mentionnaient le nom de ces derniers)[31].
- Monument de la rue Daoust : hommage du Souvenir dinantais aux 674 victimes civiles et plus spécialement aux 116 personnes fusillées ici au mur Tschoffen.
- En haut de la citadelle, monument commémoratif avec statue « L'Assaut » d'Alexandre Daoust et 1151 sépultures dans la nécropole nationale aux français tombés au champ d'honneur au cours de la bataille de Dinant au début de la Première Guerre mondiale.
- Au pied du rocher Bayard, monument à Maurice Defoin, coureur motocyliste, fondateur de l'Union Motor de Dinant. Mort en 1927 des suites d'un accident au rallye Gillet.
- Plaque en cuivre sur la face nord du Rocher Bayard en souvenir de l'ascension du rocher par le roi Albert Ier en juin 1933 (chronogramme).
- Stèle sur le pont de la Meuse (côté Entre-Sambre-et-Meuse) en l'honneur du lieutenant Charles de Gaulle blessé en cet endroit le 15 août 1914.
- Stèle à Édouard Gérard, 1er soldat belge de la Brigade Piron tombé à l'ennemi à Sallenelles (Normandie) le 16 août 1944 (façade du no 17, avenue Franchet d'Esperey).
- À côté du rocher Bayard, inscription sur un cône de granit : Ici vinrent s'écraser les avances extrêmes de l'offensive des Ardennes 24.XII.1944[32].

### Culture

#### Jeux vidéo
Dans Post Scriptum, la ville est le théâtre d'une carte de la mise à jour « Plan Jaune », sortie en 2020.

#### Spécialités culinaires
- La flamiche, tarte salée à base de fromage et d'œufs qui se mange chaude à la sortie du four.
- La couque de Dinant, biscuit dur à base de miel auquel la cuisson dans un moule de bois sculpté donne des formes décoratives.

## Galerie

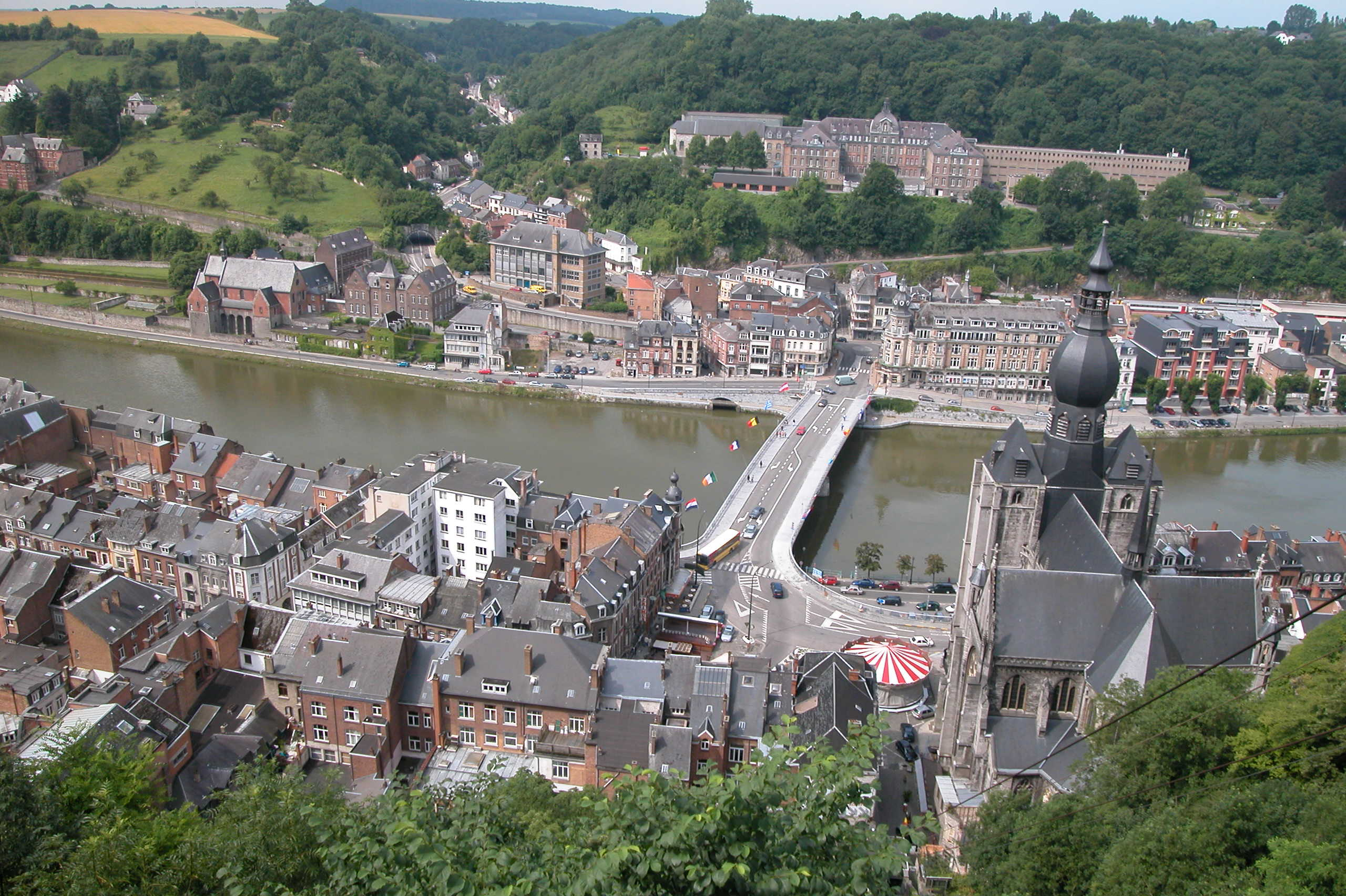
Vue depuis la citadelle.
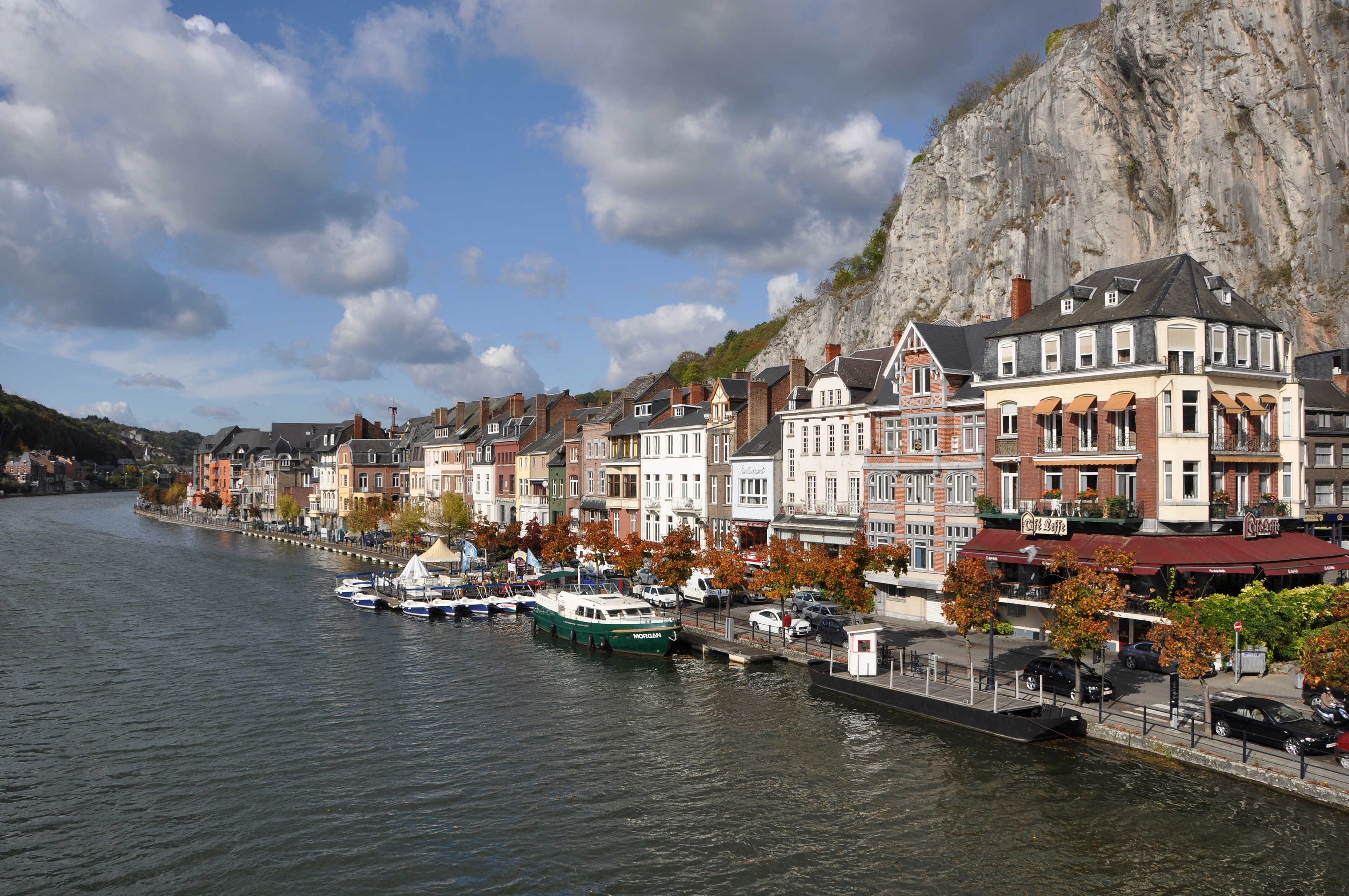
La Meuse.
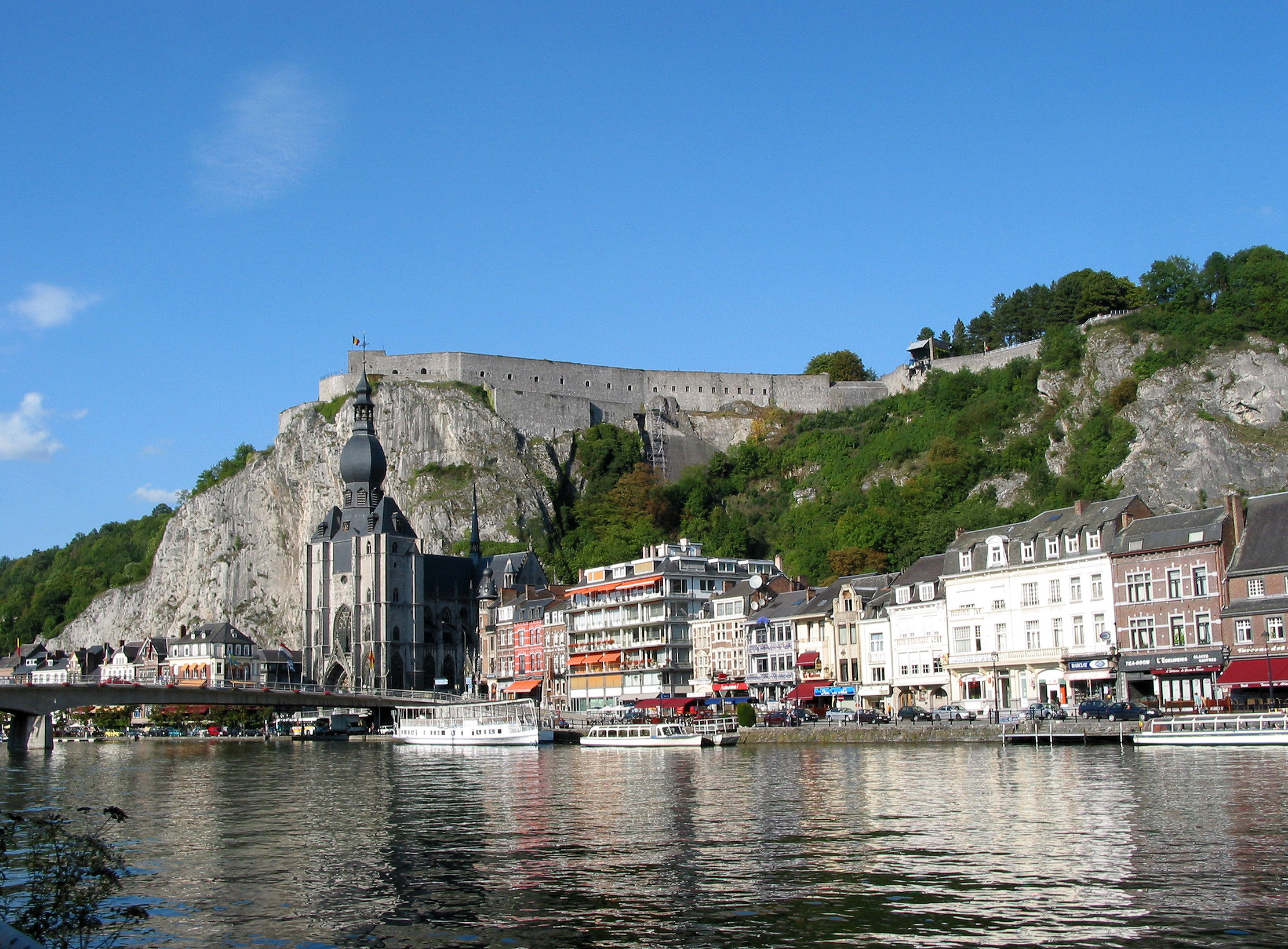
La collégiale et la citadelle.
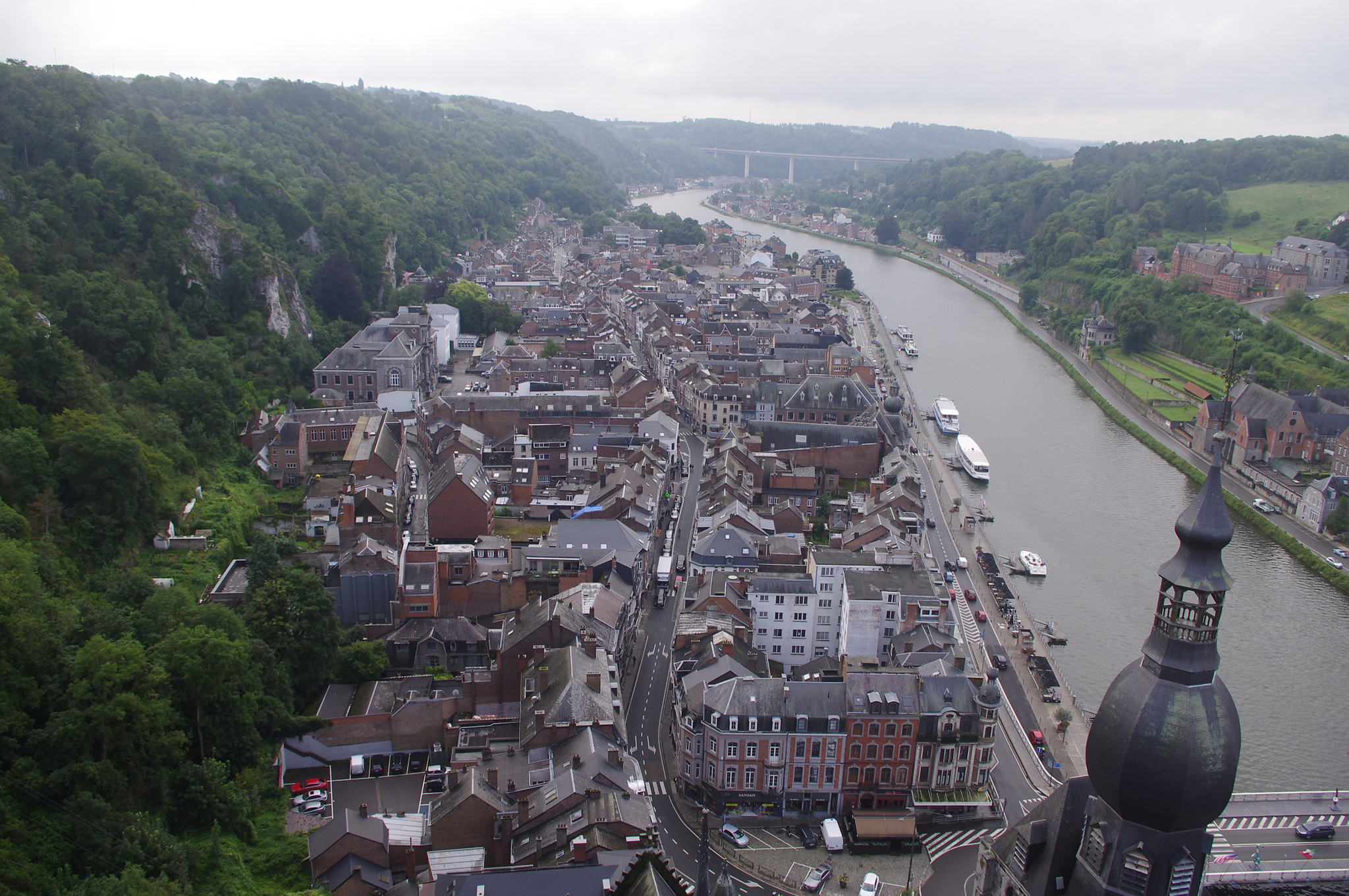
Panorama vers Anseremme.
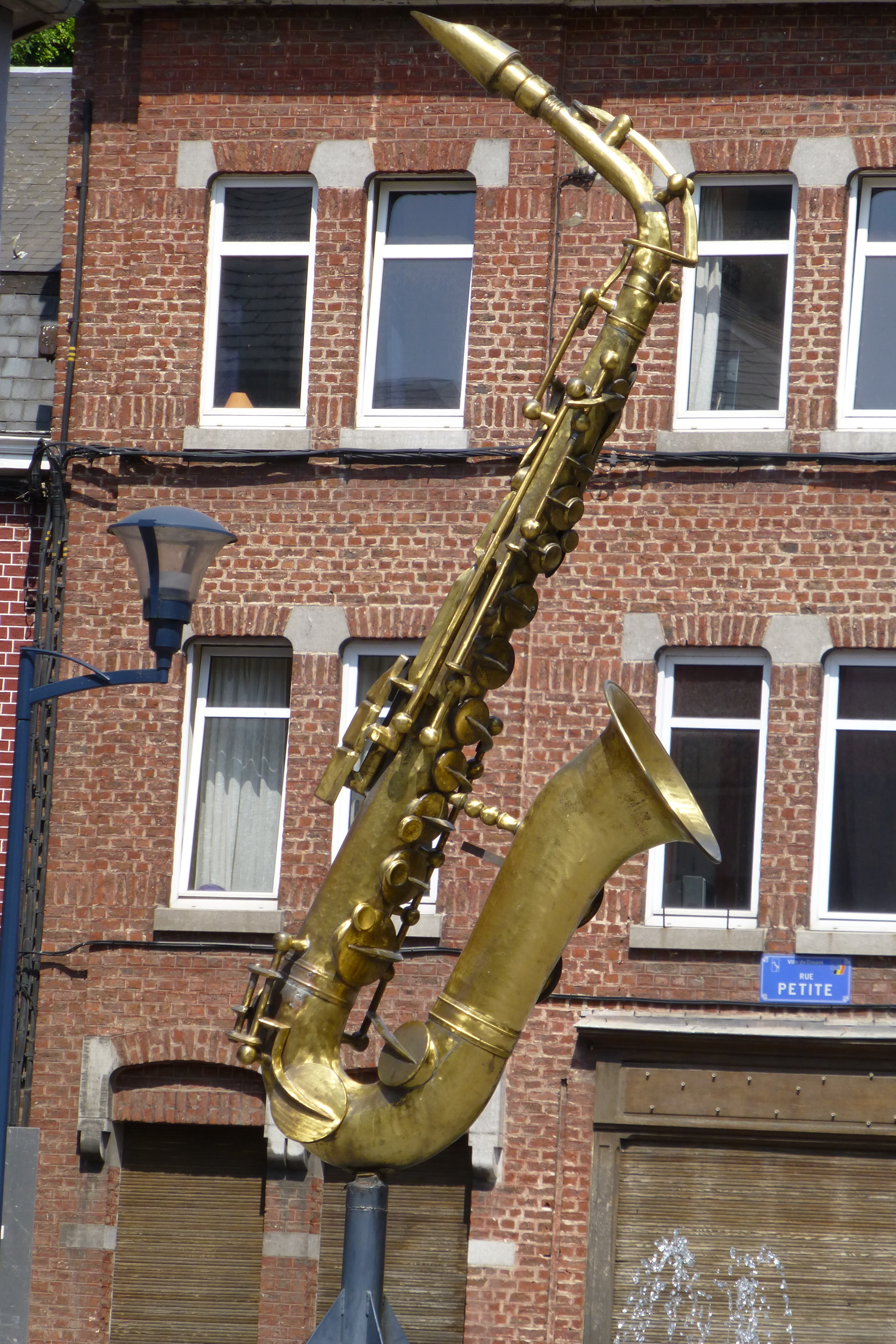
Monument du saxophone.
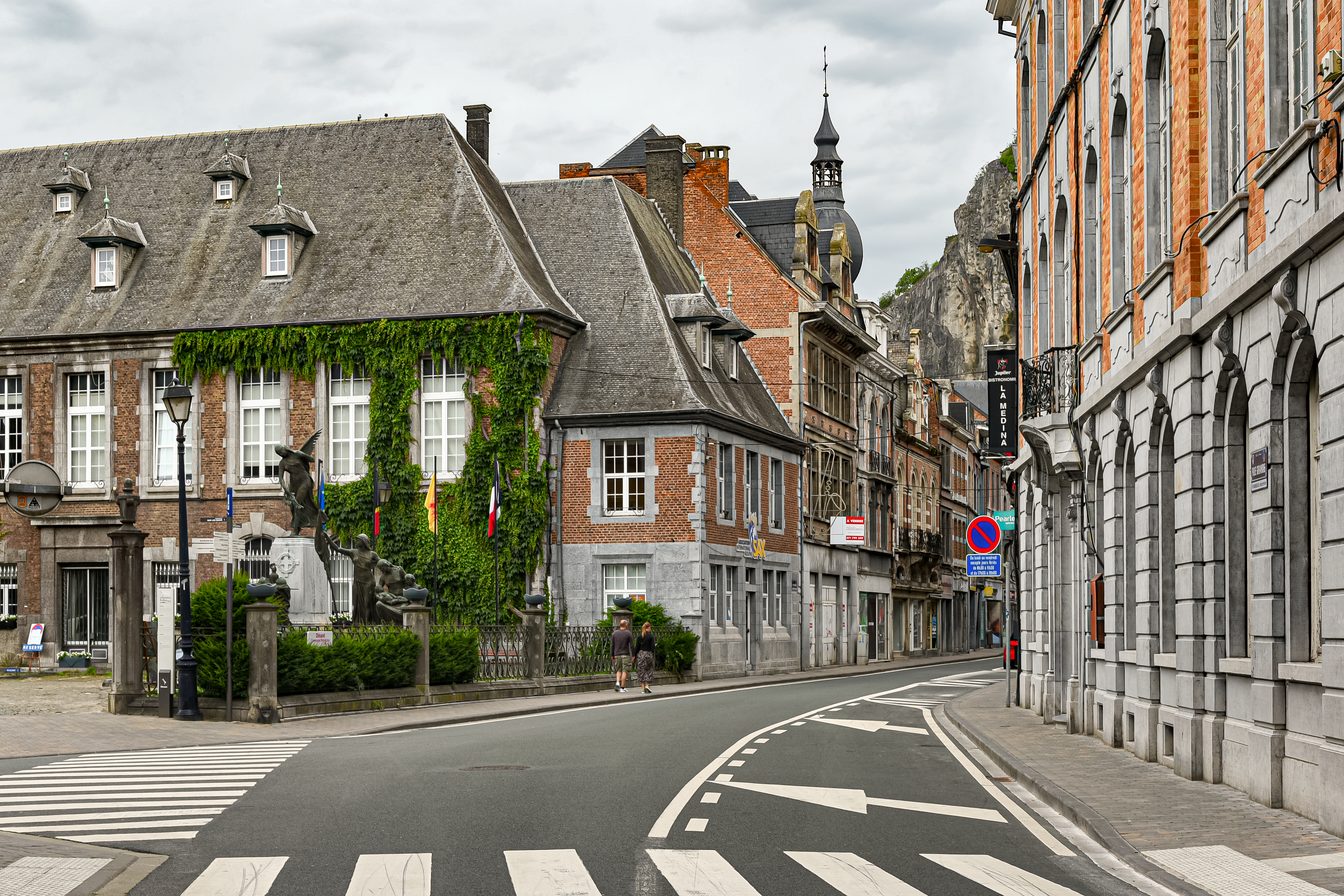
Une aile de l'hôtel de ville.
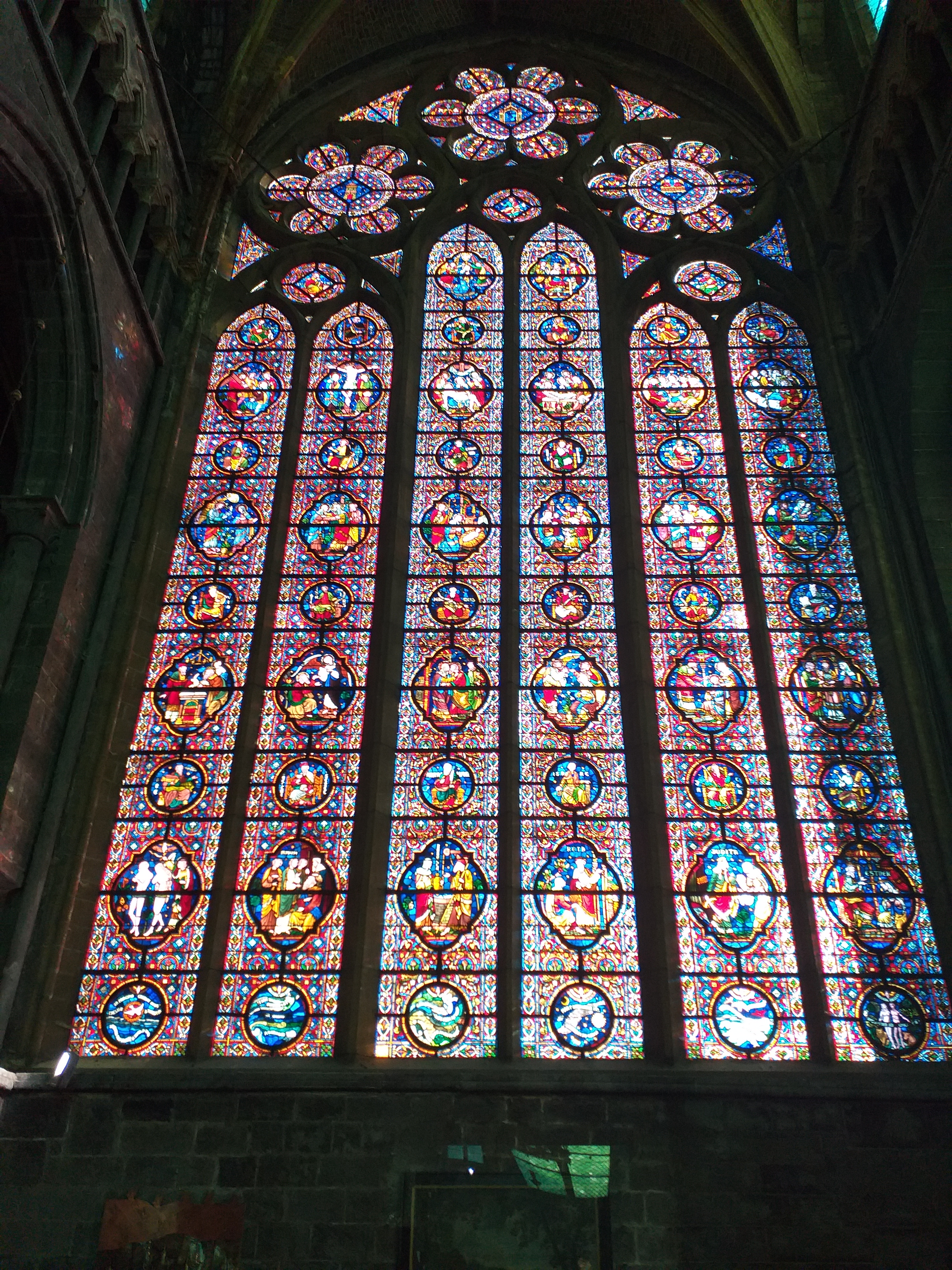
Le grand vitrail de la collégiale Notre-Dame.
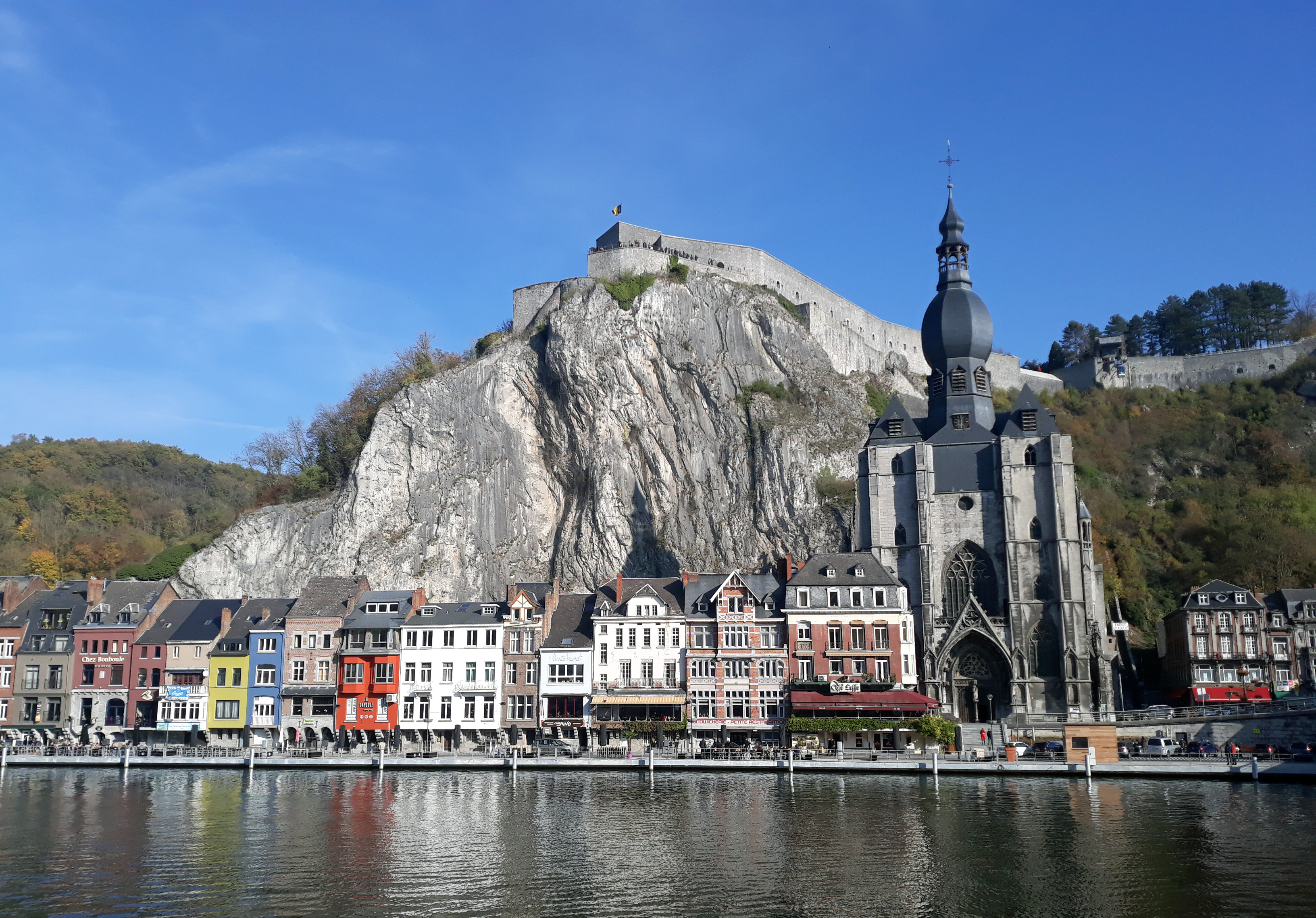
Vue depuis la rive gauche.
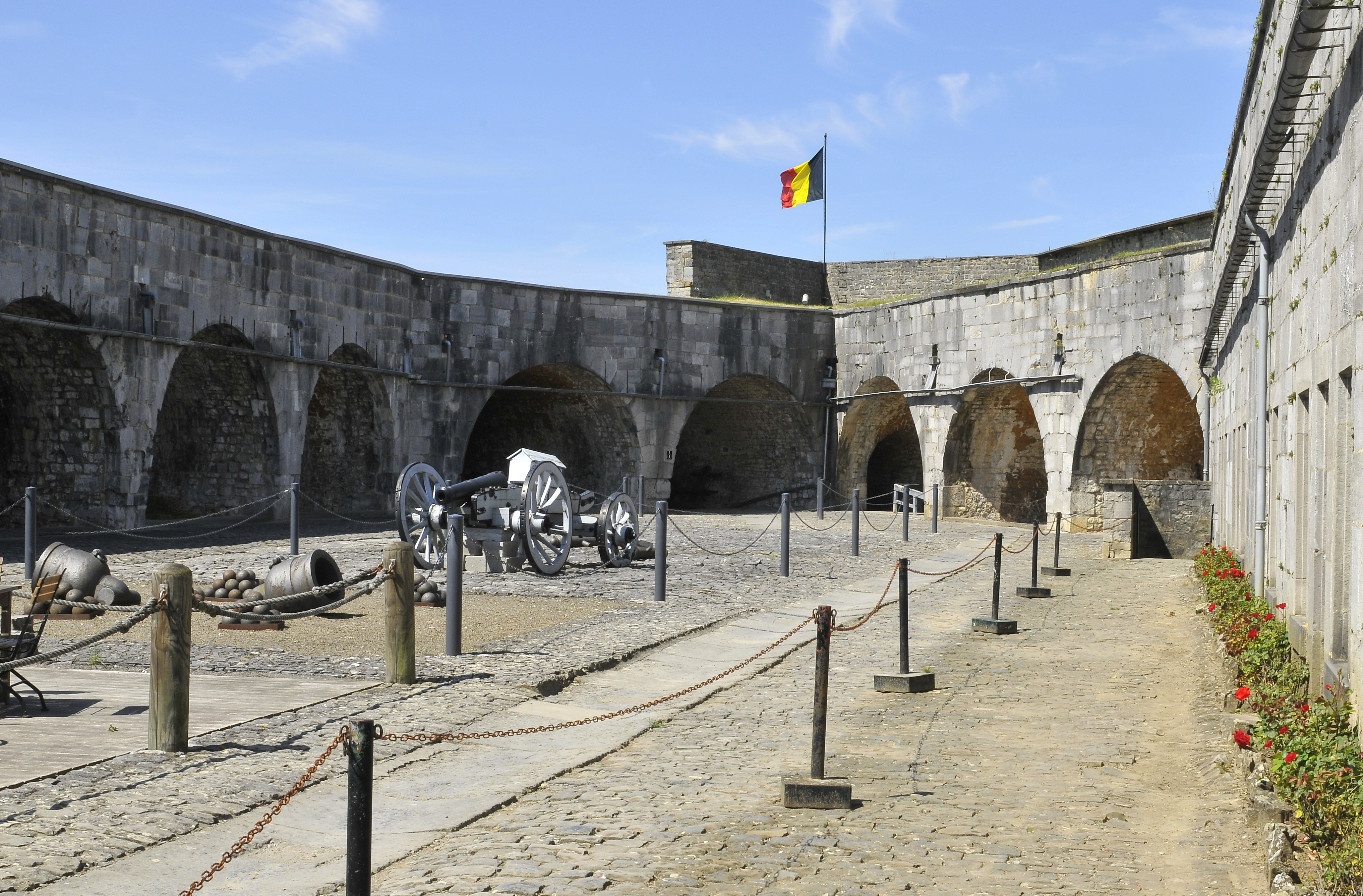
Cour de la citadelle.

## Économie

### Transports

#### Bus
| Ligne n° | Terminus                                     | Jours de services          | Remarques |
| -------- | -------------------------------------------- | -------------------------- | --- |
| 20       | Morville Assurance - Dinant Gare             | Sa, Di                     | La ligne 20 de bus (Morville Assurance - Dinant Gare) a 15 arrêts au départ de Morville Assurance et se termine à Dinant Gare. Bus 20 ligne est en service les weekends. Horaires réguliers: 10:18 - 18:18. |
| 25       | Mesnil-Saint-Blaise Eglise - Beauraing Indsc | Lu, Ma, Me, Je, Ve, Sa, Di | La ligne 25 de bus (Mesnil-Saint-Blaise Eglise - Beauraing Indsc) a 20 arrêts au départ de Mesnil-Saint-Blaise Eglise et se termine à Beauraing Indsc.                                                      |
| 31       | Falaen Eglise - Dinant Gare                  | Lu, Ma, Me, Je, Ve         | La ligne 31 de bus (Falaen Eglise - Dinant Gare) a 21 arrêts au départ de Falaen Eglise et se termine à Dinant Gare.                                                                                        |
| 34       | Namur - Profondeville - Dinant               | Lu, Ma, Me, Je, Ve         | La ligne 34 de bus (Profondeville Hôtel de Ville - Dinant Gare) a 20 arrêts au départ de Profondeville Hôtel de Ville et se termine à Dinant Gare.                                                          |
| 35       | Ermeton-Sur-Biert Place - Bioul Belle-Vue    | Lu, Ma, Me, Je, Ve         | La ligne 35 de bus (Ermeton-Sur-Biert Place - Bioul Belle-Vue) a 14 arrêts au départ de Ermeton-Sur-Biert Place et se termine à Bioul Belle-Vue.                                                            |
| 43/1     | Dinant Gare - Ciney Place Monseu             | Lu, Ma, Me, Je, Ve, Sa     | La ligne 43/1 de bus (Dinant Gare - Ciney Place Monseu) a 25 arrêts au départ de Dinant Gare et se termine à Ciney Place Monseu.                                                                            |
| 52       | Dinant Gare - Dinant Drève des Peupliers     | Lu, Ma, Me, Je, Ve         | La ligne 52 de bus (Dinant Gare - Dinant Drève des Peupliers) a 11 arrêts au départ de Dinant Gare et se termine à Dinant Drève des Peupliers.                                                              |
| 67/1     | Dinant Gare - Dinant Gare                    | Lu, Me, Ve                 | La 67/1 de bus (Dinant Gare - Dinant Gare) est une ligne circulaire avec 39 arrêts ayant pour départ Dinant Gare.                                                                                           |
| 67/2     | Dinabus Dinant - Awagne - Lisogne            | Ma, Je                     | La 67/2 de bus (Dinant Gare - Dinant Gare) est une ligne circulaire avec 34 arrêts ayant pour départ Dinant Gare.                                                                                           |
| 131      | Spontin Centre - Dinant Gare                 | Lu, Ma, Me, Je, Ve         | La ligne 131 de bus (Spontin Centre - Dinant Gare) a 26 arrêts au départ de Spontin Centre et se termine à Dinant Gare.                                                                                     |
| 141      | Dinant - Beauraing - Gedinne - Graide        | Lu, Ma, Je, Ve             | La ligne 141 de bus (Graide Boulangerie - Beauraing Rond-Point) a 33 arrêts au départ de Graide Boulangerie et se termine à Beauraing Rond-Point.                                                           |
| 154A     | Givet Gare - Dinant Gare                     | Lu, Ma, Me, Je, Ve, Sa, Di | La ligne 154A de bus (Givet Gare - Dinant Gare) a 37 arrêts au départ de Givet Gare et se termine à Dinant Gare.                                                                                            |
| 433      | Yvoir Gare Sncb - Dinant Gare                | Lu, Ma, Me, Je, Ve         | La ligne 433 de bus (Yvoir Gare Sncb - Dinant Gare) a 12 arrêts au départ de Yvoir Gare Sncb et se termine à Dinant Gare.                                                                                   |
| E80      | Havelange Eglise - Dinant Gare               | Lu, Ma, Me, Je, Ve, Sa     | La ligne E80 de bus (Havelange Eglise - Dinant Gare) a 8 arrêts au départ de Havelange Eglise et se termine à Dinant Gare.                                                                                  |

## Personnalités liées à Dinant
- Saint Perpète (VIIe siècle), évêque de Maastricht, est né à Dinant, où il est mort en 617. Ses reliques se trouvent dans la collégiale Notre-Dame.

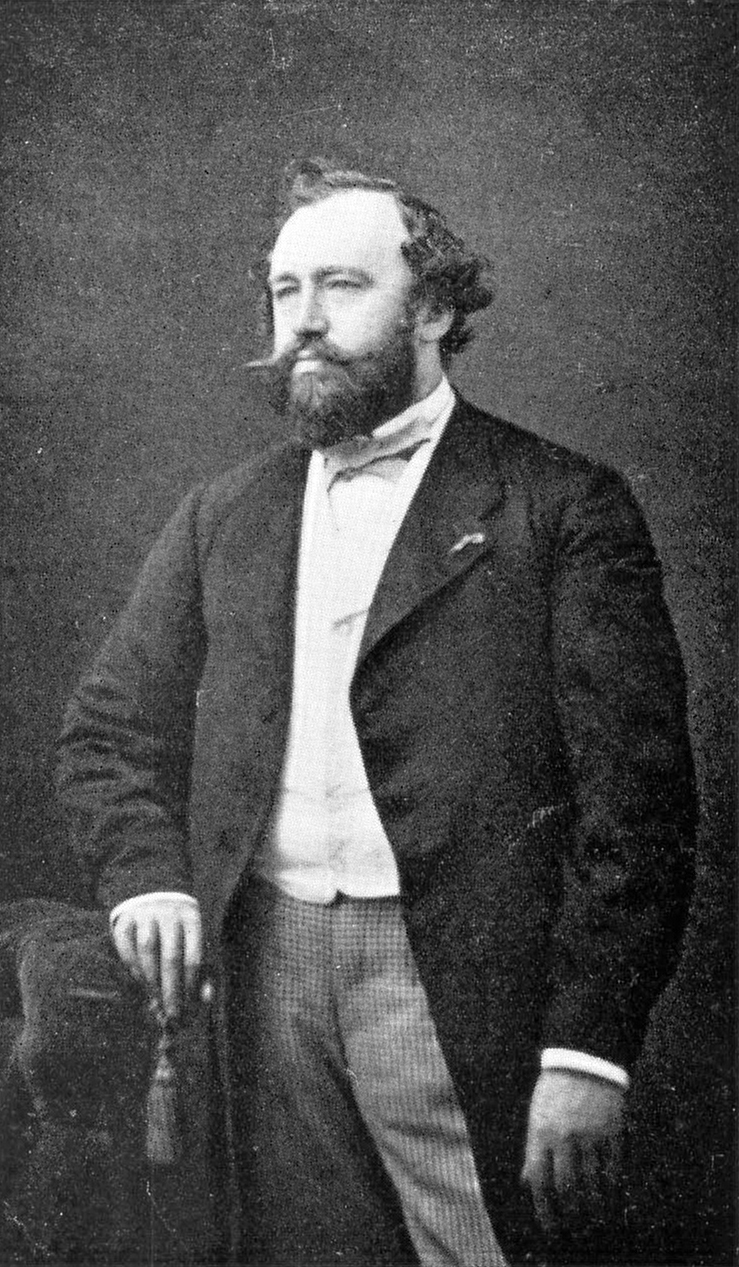
Adolphe Sax est l'une des figures emblématiques de la ville.

- Joachim Patinier (1485-1524), peintre ; précurseur de Henri Bles et Brueghel.
- Jacques Nicolaï (1605-1678), frère jésuite, peintre d'art sacré.
- Pierre Joseph Simon de Maibelle (1725-1795), professeur de droit, délégué pour le Tiers état du bailliage de Douai aux États-Généraux.
- Ghislain-Joseph Henry (1754-1820), architecte et topiaire.
- Antoine Wiertz (1806-1865), peintre et sculpteur.
- Adolphe Sax (1814-1894), inventeur du saxophone.
- François Sodar (dit Franz) (1827-1899), portraitiste, peintre d'histoire et de sujets religieux de l'École belge.
- André Sodar (1829-1903), peintre paysagiste de l'École belge, frère cadet de François. Une rue de la ville porte son nom depuis 1922.
- Édouard Dupont (1841-1911), préhistorien et géologue belge, une rue de la ville porte son nom
- Albert Huybrechts (1899-1938), musicien et compositeur.
- Dominique Pire (1910-1969), prêtre dominicain, fondateur des 'Îles de paix' et Prix Nobel de la paix en 1958.
- Angèle Manteau (1911-2008), éditrice.
- André Buzin (1946- ), peintre animalier. Il est connu pour être l'illustrateur de nombreux timbres à motifs d'oiseaux pour les postes belge, luxembourgeoise, sénégalaise et autres.
- Perpète de Villenfagne (mort le 7 août 1560) époux de Marguerite Nollet, grand majeur de Dinant, seigneur de Vignée, inhumés à la collégiale.
- Alex Miskirtchian, boxeur.
- Maxime Richard, champion du monde de kayak.
- Charles Fontaine, ténor belge né à Dinant le 23 mai 1878 et décédé le 9 juin 1955. Le 27 décembre 1914, il débuta par le rôle de Don José dans l'opéra Carmen, de Georges Bizet, à l'Opéra-Comique. En 1917, il a chanté à la Scala de Milan. En 1920, il a chanté au Palais Garnier où il eut un grand succès.
- Christophe Bourdon (1974- ), journaliste, scénariste et réalisateur.
- Jacky Munaron (1956-), footballeur, ancien gardien de but du RSC Anderlecht et du Standard de Liège.
- Michel Crucifix (1976,-) physicien et climatologue.